# Domeyrot
Domeyrot är en kommun i departementet Creuse i regionen Nouvelle-Aquitaine i de centrala delarna av Frankrike. Kommunen ligger i kantonen Jarnages som tillhör arrondissementet Guéret. År 2022 hade Domeyrot 232 invånare.

## Befolkningsutveckling
Antalet invånare i kommunen Domeyrot
Referens:INSEE